# Señor de Cayac

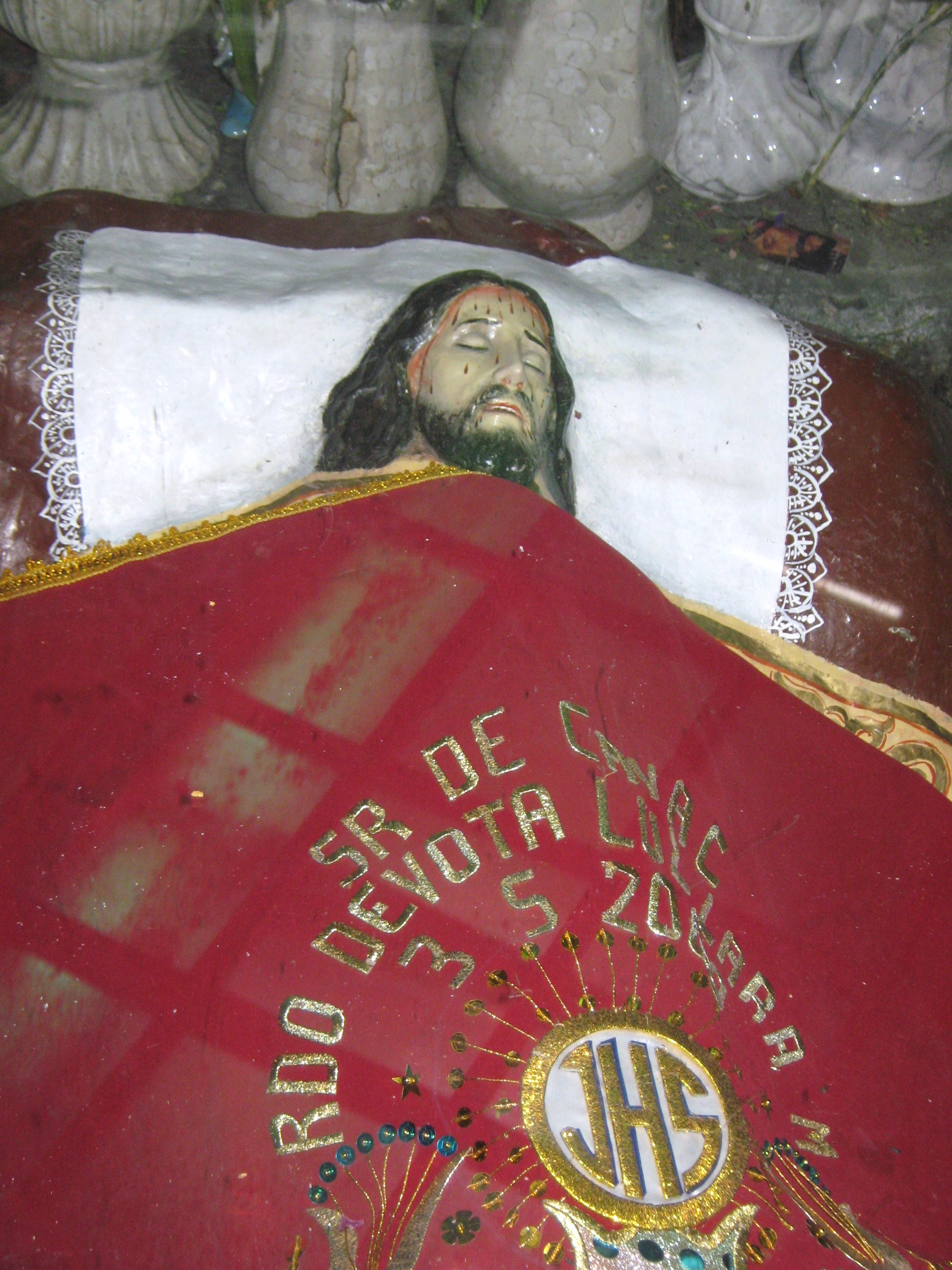
La imagen del Señor de Cayac.

El Señor de Cayac es una imagen de un Cristo pintada en una roca ubicada en el distrito de Aquia, provincia de Bolognesi, departamento de Áncash en Perú.

## Historia
Señor de Cayac es una imagen religiosa venerada en el distrito de Aquia. A tres kilómetros de Aquia, justo en la orilla del río Pativilca, descansa el Cristo yaciente de piedra, cuya longitud alcanza los dos metros aproximadamente.

## Festividades
Como día central de la fiesta se escogió el 3 de mayo, fecha en que celebraría año a año el evento de la aparición de la imagen de Cristo en una piedra.